# Patrón (estructura)
Un patrón es un tipo de tema de sucesos u objetos recurrentes, a veces como repetición periódica, a veces como combinación de un número limitado de estructuras, generando una geometría más compleja analizable en términos de elementos recurrentes más simples. Un ejemplo, serían las grecas, a veces referidos como ornamentos de un conjunto de objetos, o los patrones de difracción. Más abstractamente, podría definirse patrón como aquella serie de variables constantes, identificables dentro de un conjunto mayor de datos.
Estos elementos se repiten de una manera predecible. Puede ser una plantilla o modelo que puede usarse para generar objetos o partes de ellos, especialmente si los objetos que se crean tienen lo suficiente en común para que se infiera la estructura del patrón fundamental, en cuyo caso, se dice que los objetos exhiben un único patrón.

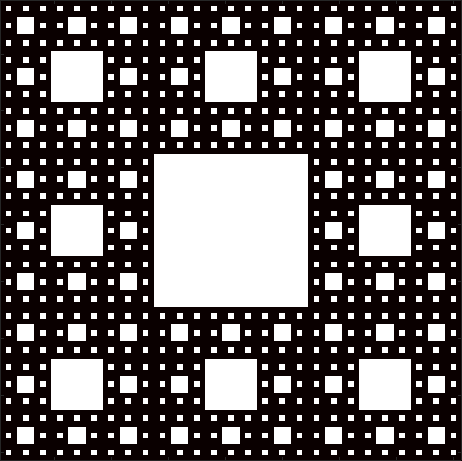
Alfombra de Sierpinski, patrón fractal

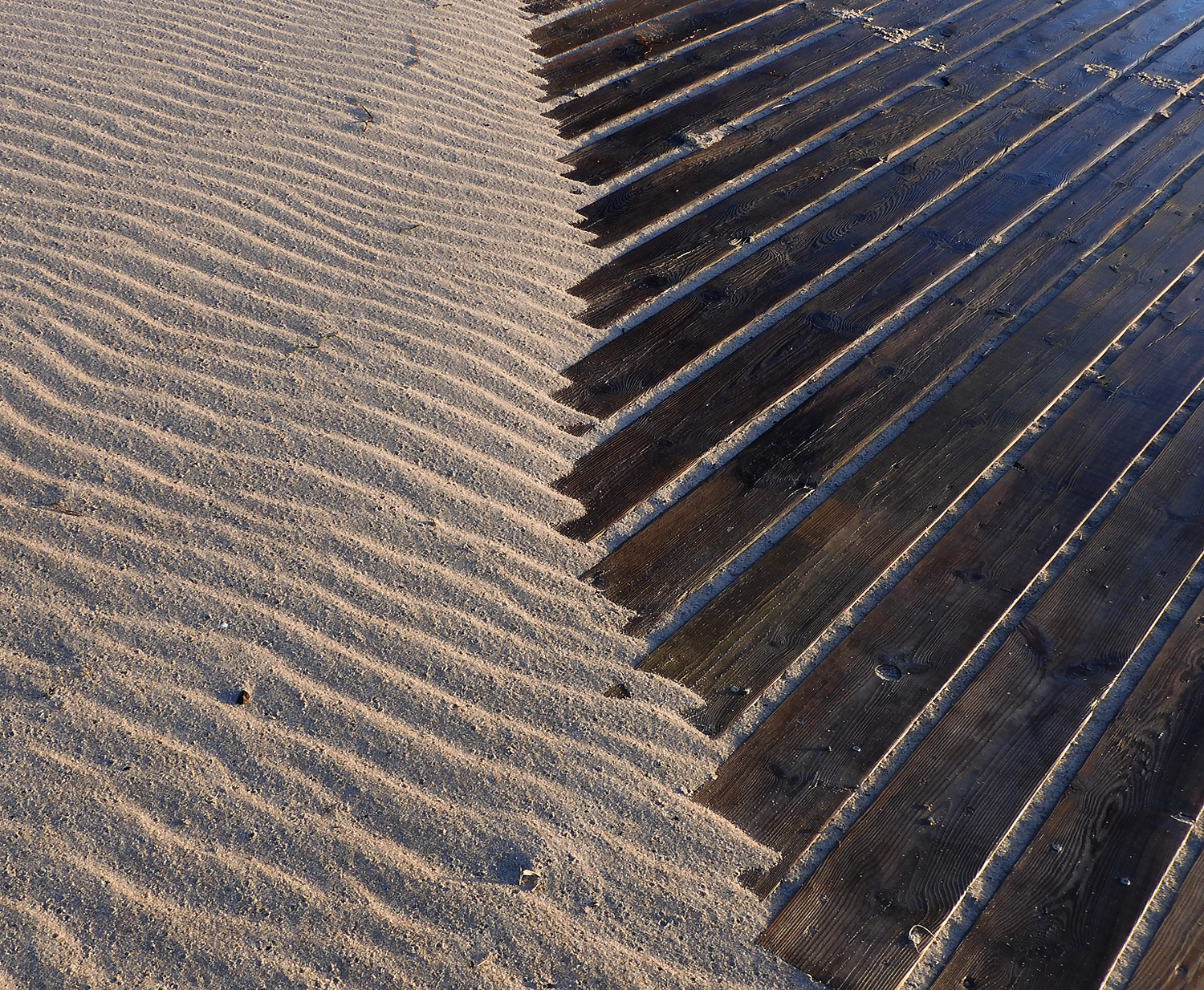
La grava y las tablas forman un patrón simétrico.

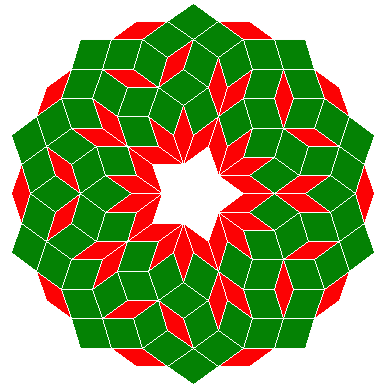
Una teselación de Penrose

Los patrones más básicos, llamados teselaciones, se basan en la repetición y la periodicidad. Una única plantilla, azulejo o célula, se combina mediante duplicados sin cambios o modificaciones. Por ejemplo, osciladores armónicos simples producen repetidos patrones de movimiento. 
Otros patrones, como la teselación de Penrose y los patrones indios Pongal o Kolam, usan simetría, que es una forma de repetición finita, en lugar de una traslación, que puede repetirse hasta el infinito. Los patrones fractales también utilizan aumentos o escalas que producen un efecto conocido como autosimilitud o invariancia de escala. Algunas plantas, como los helechos, incluso generan un patrón usando una transformación afín que combina la traslación, con el escalado, la rotación y la reflexión.
La concordancia de patrones es el acto de comprobar la presencia de los componentes de un patrón, mientras que la detección de patrones subyacentes se conoce como el reconocimiento de patrones. La cuestión de cómo surge un patrón es llevado a cabo a través del trabajo científico de la formación de patrones.
El reconocimiento de patrones es tanto más complejo cuando las plantillas se utilizan para generar variantes. La informática, la etología y la psicología son ámbitos donde se estudian los patrones. 
"Un patrón tiene una integridad independiente del medio en virtud del cual se ha recibido la información de que existe. Cada uno de los elementos químicos es una integridad de patrón. Cada individuo también. La integridad de patrón de la persona humana está en constante evolución y no es estática."
R. Buckminster Fuller (1895-1983), Filósofo e inventor estadounidense, en ' (1975), Pattern Integrity 505.201

Patrones en la naturaleza
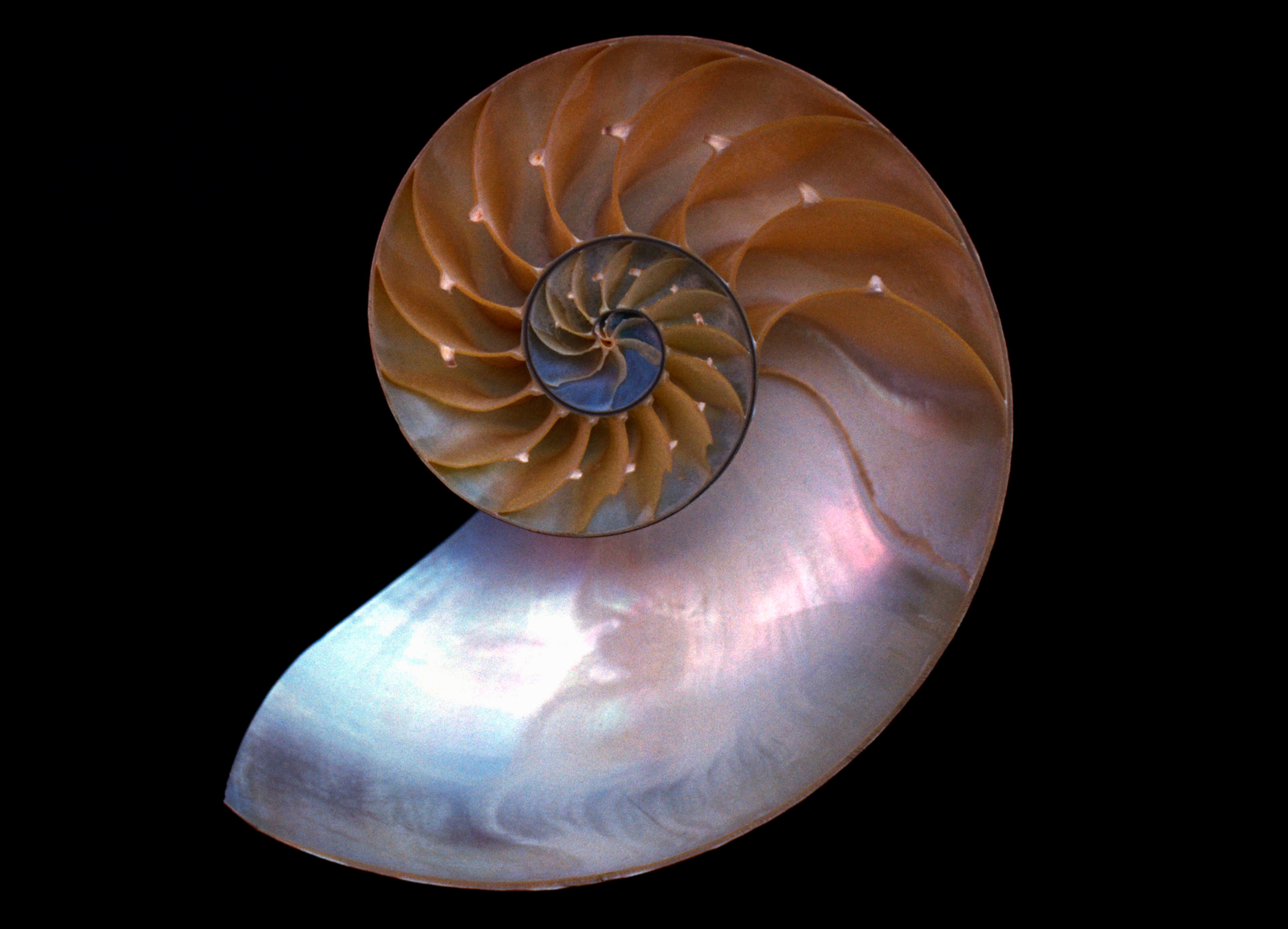
Concha de nautilus por dentro
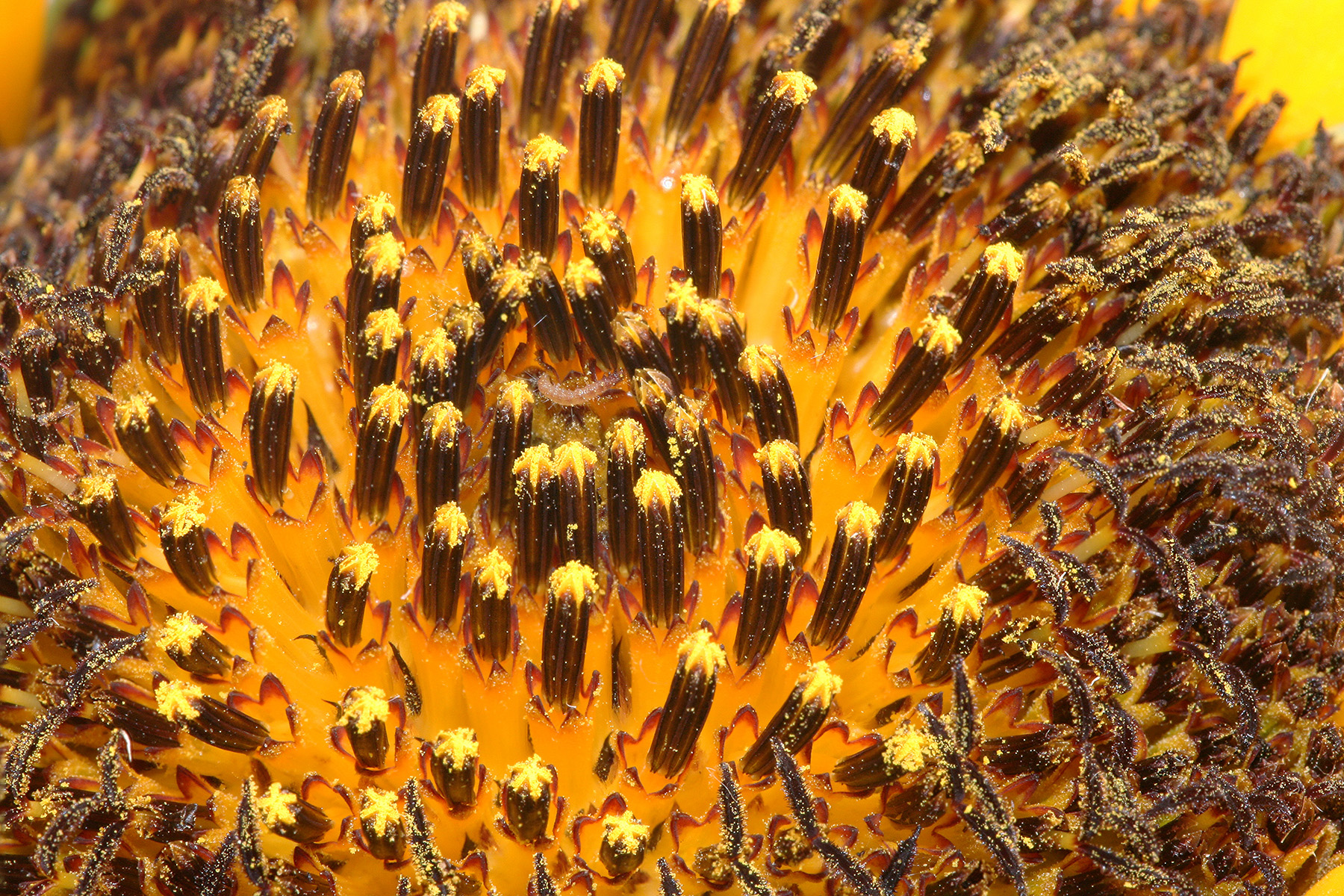
Centro de una flor de girasol
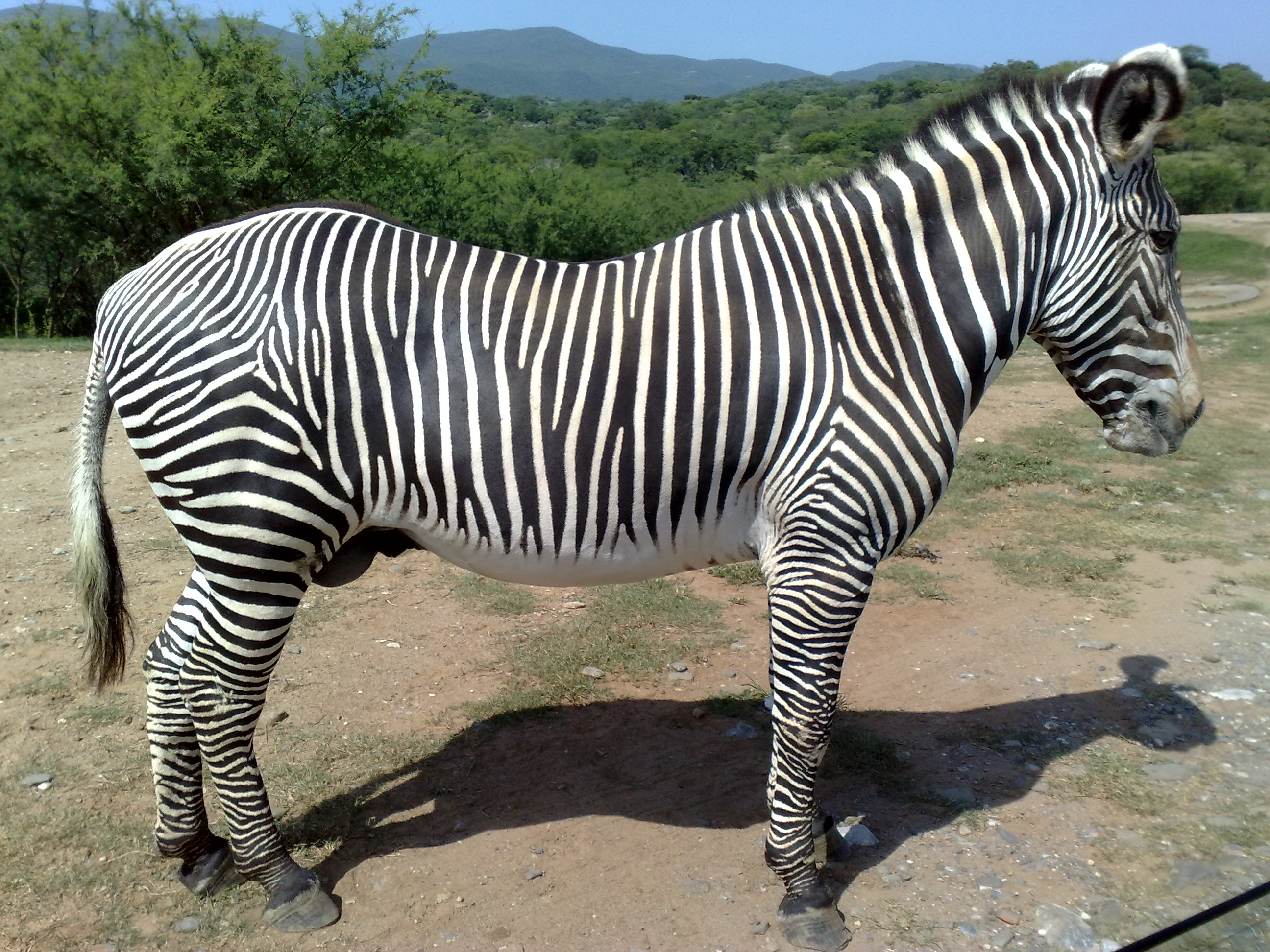
Las rayas de una cebra
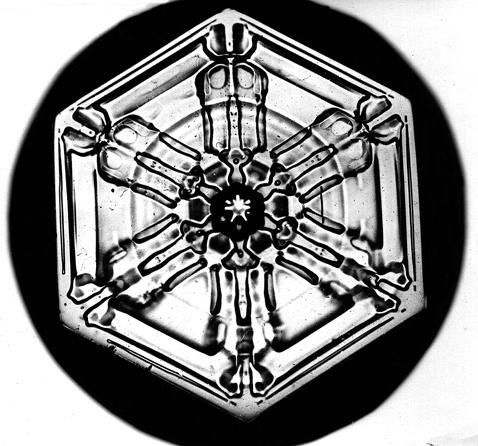
Los lados de un copo de nieve
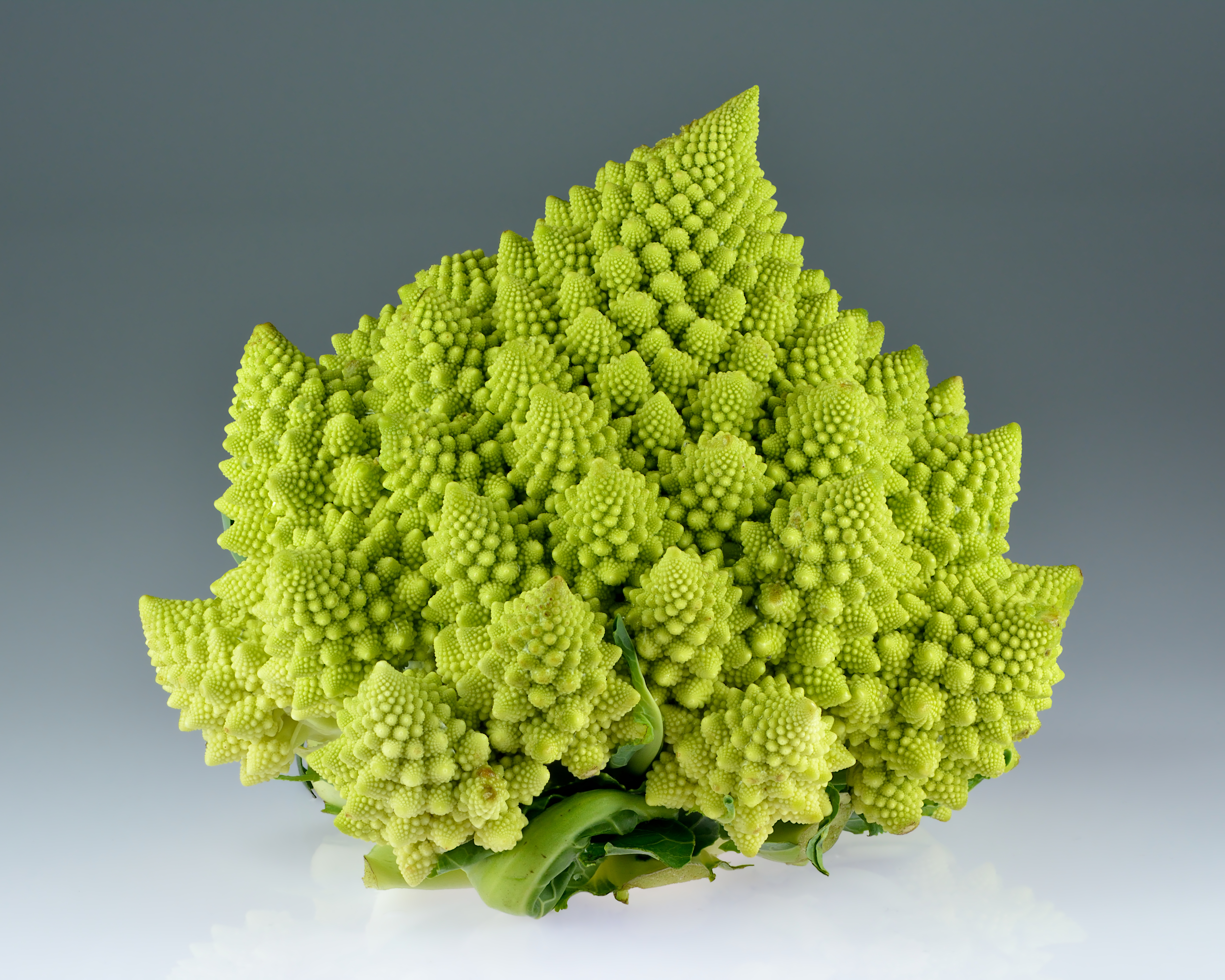
Brassica Oleracea, ejemplo de simetría fractal vegetal
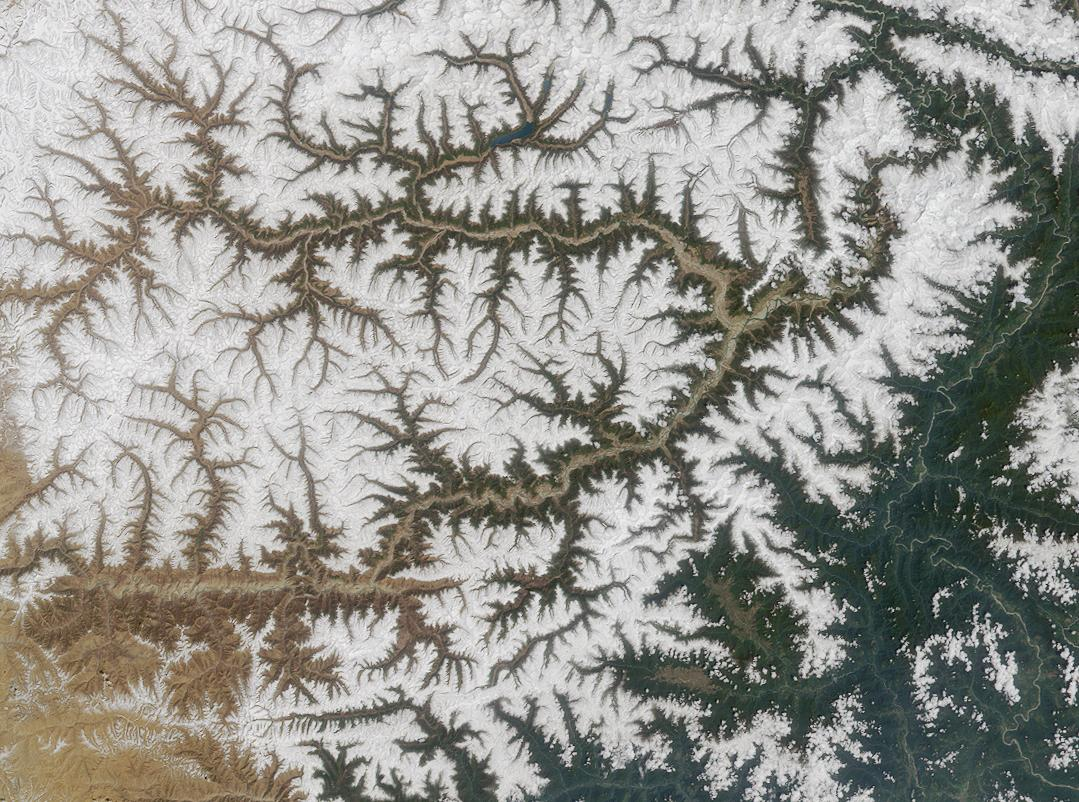
Sistema de drenaje natural

## Patrones observables

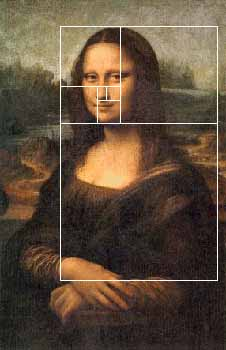
Análisis de la Gioconda, de Leonardo da Vinci, para ver la proporción áurea.

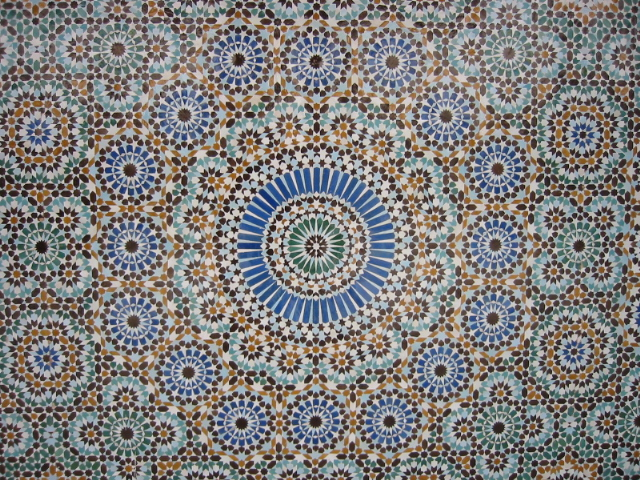
El arte islámico utiliza múltiples patrones geométricos.

Cualquiera de los cinco sentidos puede detectar patrones directamente.

### Visuales
Los patrones visuales son muy comunes, pudiendo ser desde simples motivos decorativos (rayas, zig-zags, o lunares) a otros más complicados, aunque se pueden encontrar en cualquier parte, en la naturaleza y el arte. Por ejemplo, las teselaciones de Penrose.

#### Arte
Un patrón recurrente en una obra de arte puede constituir un motivo.[cita requerida]
El número áureo (aproximadamente 1.618) se encuentra con frecuencia en la naturaleza. Está definido por dos números, que forman una proporción tal que (a + b)/a = a/b (a/b es la proporción áurea). Este patrón fue explotado por Leonardo da Vinci en sus obras. La proporción áurea, en la naturaleza, se encuentra desde las espirales de flores a la simetría del cuerpo humano (como lo expresó en Leonardo en su Hombre de Vitruvio, una de las obras más referenciadas y reproducidas del arte de siempre, y que todavía es utilizado por muchos artistas).

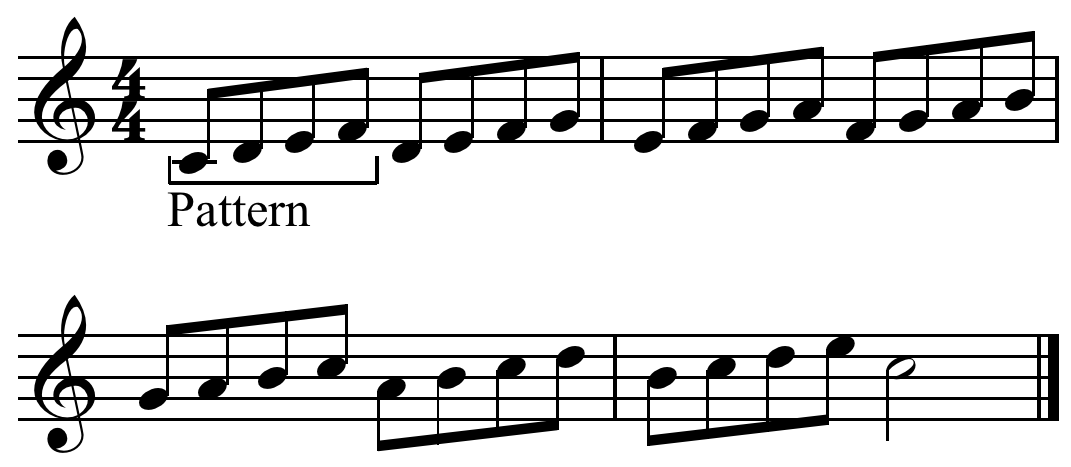
La música tiene patrones, e.g. melódicos

"El arte es la imposición de un patrón a la experiencia, y nuestro goce estético es el reconocimiento de un patrón."
Alfred North Whitehead (1861-1947), filósofo y matemático inglés. Diálogos, 10 de junio de 1943.
Los patrones de abstracción no pueden ser observables directamente, como es el caso de los patrones en las matemáticas.

## Matemáticas
Las matemáticas son comúnmente descritas como la "Ciencia del patrón." Cualquier secuencia de números que pueda ser modelada por una función matemática es considerada un patrón. 
En la teoría de patrones, los matemáticos han intentado describir el mundo en términos de patrones. El objetivo es exponer el mundo de una manera sencilla, computacionalmente.[cita requerida]

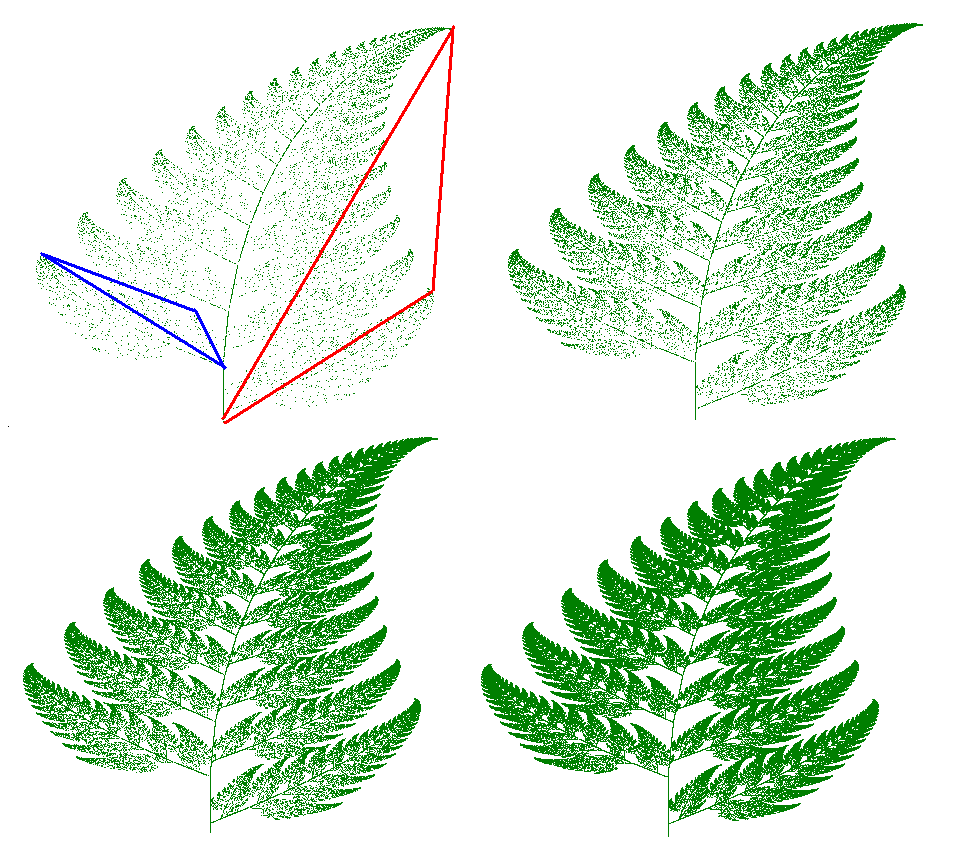
En el helecho de Barnsley (modelo matemático), la mitad del helecho tiene proporción con cada hoja.

Los patrones son comunes en muchas áreas matemáticas. Los decimales periódicos son un ejemplo. Son secuencias de repetición de dígitos que se repiten infinitamente. Por ejemplo, 1 dividido por 81 dará lugar a 0,012345679... los números 0-9 (excepto el 8) se repetirán continuamente; 1/81 es un decimal periódico.
Los fractales son patrones matemáticos que son invariantes de escala. Esto significa que la forma del modelo no depende de lo cerca que se mire. Se encuentra autosimilitud en los fractales. Ejemplos de fractales naturales se encuentran en las líneas costeras y las formas de los árboles, que repiten su forma, independientemente de la ampliación con que se vea. Si bien la apariencia externa de los patrones de autosimilitud puede ser bastante compleja, las reglas necesarias para describir o producir su formación pueden ser muy simples (por ejemplo, los sistemas de Lindenmayer para la descripción de las formas de los árboles).[cita requerida]

### Informática
En informática, pueden diseñarse complejos modelos matemáticos para crear patrones más complejos. Los patrones se pueden encontrar en todas las ramas de la informática. 
Un importante uso de patrones se da en la idea de patrones de diseño. Los patrones de diseño son soluciones generales para resolver problemas de programación. No van a resolver un problema específico, pero proporcionan una especie de esquema arquitectónico que puede ser reutilizado con el fin de acelerar el proceso de desarrollo de un programa.[cita requerida] Los patrones de diseño han proporcionado la primera piedra para que la informática entre realmente en el campo de la ingeniería.

## Ciencia

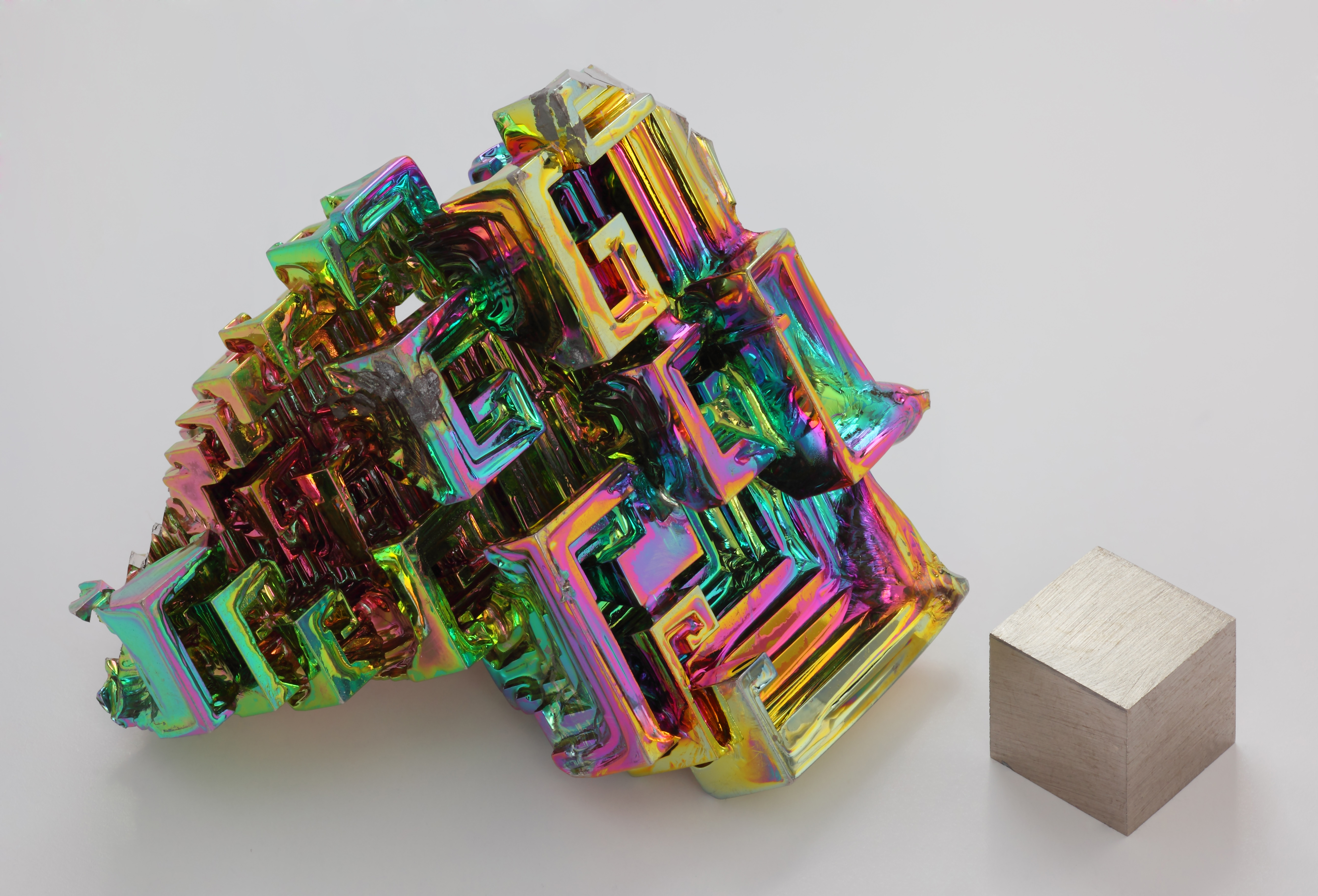
Cristal de bismuto, un elemento químico.

En geología, la estructura cristalina de un mineral está compuesta por un patrón recurrente. De hecho, este es uno de los cinco requisitos de un mineral. Los minerales deben tener una composición química fija en una estructura repetitiva, como una matriz de cristal. Para obtener una estructura cristalina de 2 dimensiones, hay 10 diferentes enrejados planos posibles. En 3 dimensiones, son posibles 32 patrones. Estos son llamados redes de Bravais. También se da en los autómatas celulares o en los cristales.[cita requerida]